# Lijst van tijdschriften Chirojeugd Vlaanderen
Chirojeugd Vlaanderen bracht heel wat ledenbladen, aanvankelijk waren deze zeer stichtend en propagerend, later werden deze minder religieus en pluralistisch.
Onderstaande lijst bevat enkel de nationaal uitgegeven periodieken.

## Lijst
| Afdeling      | Omslag | Titel                          | Omschrijving                                                | Periode     |
| ------------- | ------ | ------------------------------ | ----------------------------------------------------------- | ----------- |
| Leden         |        | Trouw                          | Maandelijks ledenblad voor jongens                          | 1944 - 1970 |
| Leden         |        | Tijl                           | Ledenblad voor jongens in samenwerking met KSA              | 1953 - 1954 |
| Leden         |        | Lente                          | Ledenblad voor meisjes                                      | 1944 - 1970 |
| Leden         |        | Joepie                         | Ledenblad voor -10-jarigen                                  | 1971 - 1981 |
| Leden         |        | Toptip                         | Ledenblad voor 10 tot 14-jarigen                            | 1971 - 1981 |
| Leden         |        | Krokant                        | Ledenblad voor +14-jarigen                                  | 1971 - 1981 |
| Leden         |        | Roezemoes                      | Ledenblad voor -10-jarigen                                  | 1981 - 1984 |
| Leden         |        | Haverklap                      | Ledenblad voor 10 tot 14-jarigen                            | 1981 - 1984 |
| Leden         |        | Artisjok                       | Ledenblad voor +14-jarigen                                  | 1981 - 1984 |
| Leden         |        | Snipper                        | Ledenblad voor -10-jarigen                                  | 1985 - 1994 |
| Leden         |        | De Chirokrant                  | Driemaandelijks ledenblad voor 9 tot 18-jarigen             | 1985 - 1994 |
| Leden         |        | Joepla                         | Ledenblad voor 6 tot 9-jarigen                              | 1995 - 2007 |
| Leden         |        | Ventieltje                     | Ledenblad voor 9 tot 12-jarigen                             | 1997 - 2007 |
| Leden         |        | Krikker                        | Ledenblad voor 12 tot 14-jarigen                            | 1997 - 2007 |
| Leden         |        | Kramp                          | Tweemaandelijks voor keti's en aspi's.                      | 1995 - 2014 |
| Leden         |        | Vlam                           | Driemaandelijks voor keti's en aspi's.                      | 2014 -      |
| Leiding       |        | Het Katholiek Patronaat        | Maandblad voor de leiding                                   | 1934 - 1940 |
| Leiding       |        | Mededeelingen van "Chirojeugd" | Maandblad voor de jongensleiding                            | 1941 - 1946 |
| Leiding       |        | Gloed                          | Maandblad voor de jongensleiding                            | 1946 - 1974 |
| Leiding       |        | Licht                          | Maandblad voor de meisjesleiding                            | 1941 - 1974 |
| Leiding       |        | Licht & Gloed                  | Maandblad voor de leiding, samensmelting van Licht en Gloed | 1975 - 1976 |
| Leiding       |        | Dubbelpunt                     | Maandblad voor de leiding                                   | 1976 -      |
| Proosten      |        | Ignis                          | Contactblad voor priester-bestuurder/proost                 | 1949 - 1969 |
| Groepsleiding |        | Manjeet                        | Contactblad voor proost en groepsleiding                    | 1971 - 1982 |